# アリシア・エステベ・ヘッド
アリシア・エステベ・ヘッド（Alicia Esteve Head, 1973年7月31日 - ）は、 2001年9月11日にワールドトレードセンターを襲ったテロ攻撃（9・11事件）の生存者であると偽称していたスペインの女性である。彼女はタニア・ヘッド（Tania Head）を名乗ってワールドトレードセンター生存者ネットワークに加わり、後にその会長に就任し、メディアでも度々取り上げられていた。2007年に彼女のテロ被害の物語の嘘が暴かれた。2001年9月11日当時彼女は、ニューヨークにおらず、バルセロナで授業に出席していた。

## 背景とワールドトレードセンター生存者ネットワーク
アリシア・エステベ・ヘッドはスペインのバルセロナで生まれる。バルセロナの名家の出身であったが、1992年に金融詐欺で父親と兄が刑務所に収監されていた。彼女はバルセロナ大学に通い、スペインのホテル企業であるHovisaに勤務した。1998年から2000年にかけては経営秘書として働き、9・11事件が発生した2001年にはESADEの修士課程に入学していた。
ヘッドは2003年に初めてアメリカ合衆国を訪れた。彼女はワールドトレードセンター生存者ネットワークの創設者の1人であるジェリー・ボガスに自身が9・11事件生存者のためのインターネット・グループを立ち上げた「タニア・ヘッド」であることを口頭で教え、2004年にネットワークに加わった。ボガスとの数ヶ月の電子メールのやりとりを経て彼女は両団体を合併させた。
ネットワークの目的はテロ事件の生存者達への支援であり、彼女自身はこの活動に関して報酬を受け取っておらず、むしろ寄付を行っていた。

## 9・11事件被害者としての主張
彼女はユナイテッド航空175便が突入した際にはサウスタワー（WTC2）の78階で煙と炎の間を這って逃げ延びたと主張し、その鮮明な状況説明によって「ミニ・セレブの地位」に上り詰めた。もしこれが真実であったならば、彼女は突入階より上層に居た19人目の生存者であった。彼女は婚約者のデイヴがノースタワー（WTC1）で死亡したと主張していたが、後の話では夫であると説明していた。
彼女はまた現場で死に間際の男性から結婚指輪を託され、それを彼の妻に届け、さらには勇敢な行為がメディアで伝えられていたウェルズ・クラウザーによって救助されたと主張した。ヘッドはメディアでのインタビューを受け、大学で講演し、2005年にはトリビュート・WTC・ビジター・センターのツアーのリーダーとなり、当時のニューヨーク市長のマイケル・ブルームバーグ、元市長のルドルフ・ジュリアーニ、元ニューヨーク州知事のジョージ・パタキと共に写真も撮影された 。
ヘッドは頻繁にグラウンド・ゼロのツアー団体にその主張を鮮明に詳述し、「私はタワーにいました。生存者です。私はあなたにそのことを話します」と語った。彼女は崩壊するビルを逃れた2万人の生存者の代表者として遡及的に9・11事件の記事に登場した。ワールドトレードセンター生存者ネットワークで彼女の後任の会長となったリチャード・ジンブラーは「彼女の話を疑う余地はなかった。彼女はその一端を見た。彼女の腕には火傷によるものと思われる跡があり、話はとても、とても現実味があった」と述べた。

## 虚言の発覚
2007年9月、『ニューヨーク・タイムズ』は周年記念の記事を執筆する過程でヘッドの物語の詳細を検証した。ヘッドはハーバード大学の学位を得て、スタンフォード大学の経営学院を卒業したと主張していたが、両大学に彼女の記録は存在しなかった。また彼女はワールドトレードセンターのメリルリンチに勤務していたと主張していたが、メリルリンチに彼女の雇用記録はなかった。ヘッドは3つのインタビューの予定を中止し、これ以後、記者への回答を拒否した。『ニューヨーク・タイムズ』は生存者ネットワークの他のメンバーとの連絡を取り、ヘッドの主張の信憑性について質問した。2007年9月27日の週までにネットワークは彼女をグループの会長と理事から退任させることを決定した。
また「ビッグ・デイヴ」の愛称で知られる男性が反対側のタワーで亡くなっているが、生前に彼の家族はタニア・ヘッドの話を聞いたことがなかったと証言した。
2007年10月、バルセロナの新聞『ラ・バングアルディア』はヘッドが9・11事件当日はESADEビジネススクールで授業を受けていた最中であり、また腕の傷はその数年前の自動車事故によるものであると彼女自身がクラスメイトに語っていたことを報じた。『ラ・バングアルディア』はヘッドが2002年6月までこの授業を受けており、ニューヨークでの働きたいとクラスメイトに話していたことも報じた。

## 発覚後
ヘッドの虚言が暴かれた後、彼女は全ての取材を拒否してニューヨークを去った。2008年2月、ワールドトレードセンター生存者ネットワークに彼女が自殺したというスペインから匿名の電子メールが届いた。2012年、ワールドトレードセンター生存者ネットワークのメンバーからの証言を基にして『The Woman Who Wasn't There』という題の書籍およびドキュメンタリー映画が制作された。その書籍および映画では2011年9月14日にニューヨークでヘッドとその母親が目撃されたと記されている。
2012年7月、ヘッドはバルセロナの保険会社のインター・パートナー・アシスタンスに勤務していたが、ニューヨークでの事件を知った雇用主によって解雇された。